# خوان كروز زوربيغان
خوان كروز زوربيغان (بالإسبانية: Juan Cruz Zurbriggen)‏ هو لاعب كرة قدم أرجنتيني في مركز الهجوم، ولد في 12 مايو 2000 في Castellanos Department ‏ في الأرجنتين. لعب مع نادي أتليتيكو كولون.

## وصلات خارجية
- خوان كروز زوربيغان على موقع قاعدة بيانات كرة القدم.إي يو (الإنجليزية)
- خوان كروز زوربيغان على موقع Soccerway.com (الإنجليزية)